# Palais d'Oatlands
Le palais d'Oatlands (Oatlands Palace) est un ancien palais royal Tudor et Stuart lequel a été bâti sur le site de l'ancien manoir du village d'Oatlands près de Weybridge dans le Surrey. Peu de vestiges subsistent du bâtiment d'origine. Des fouilles archéologiques ont lieu en 1964 pour découvrir son architecture. 

## Palais
Henri VIII acquiert la bâtisse en 1538 et la reconstruit pour Anne de Clèves.  
Oatlands devient par la suite la résidence des souverains Marie Ire, d'Élisabeth Ire, de Jacques Ier et de Charles Ier. 
En 1790, Oatlands est loué à la Couronne par le prince Frédéric, duc d'York et Albany, le second fils du roi George III. 